# Життя святого Мефодія
«Життя́ свято́го Мефо́дія», або «Життя́ свято́го Мето́дія»  — життєпис святого Мефодія Солунського, написаний церковнослов'янською мовою наприкінці IX століття. Зберігся до нашого часу у списках пізніших часів (XI—XIII століть). Твір є одним із найдавніших рукописів церковнослов'янською мовою.
Існує також текст «Життя Константина-Кирила», що розповідає про життя брата Мефодія, Кирила Солунського.

## Автор та датування
Найімовірніше, «Життя святого Мефодія» було написано наприкінці IX століття незабаром після смерті Мефодія Солунського в Моравії. Про це свідчить те, що автор позитивно описує моравського князя Святополка. Припускають, що автором твору є один з учнів Кирила і Мефодія — Горазд або Климент. Не відкидають також думку про те, що твір був написаний іншими учнями Кирила і Мефодія вже після вигнання їх із Великої Моравії у Паннонії або Болгарії в X столітті.

## Рукописи
Збереглися 16 рукописів-списків «Життя святого Мефодія». Один з найдавніших датується XII—XIII століттями та зберігається в Успенському соборі в Москві.

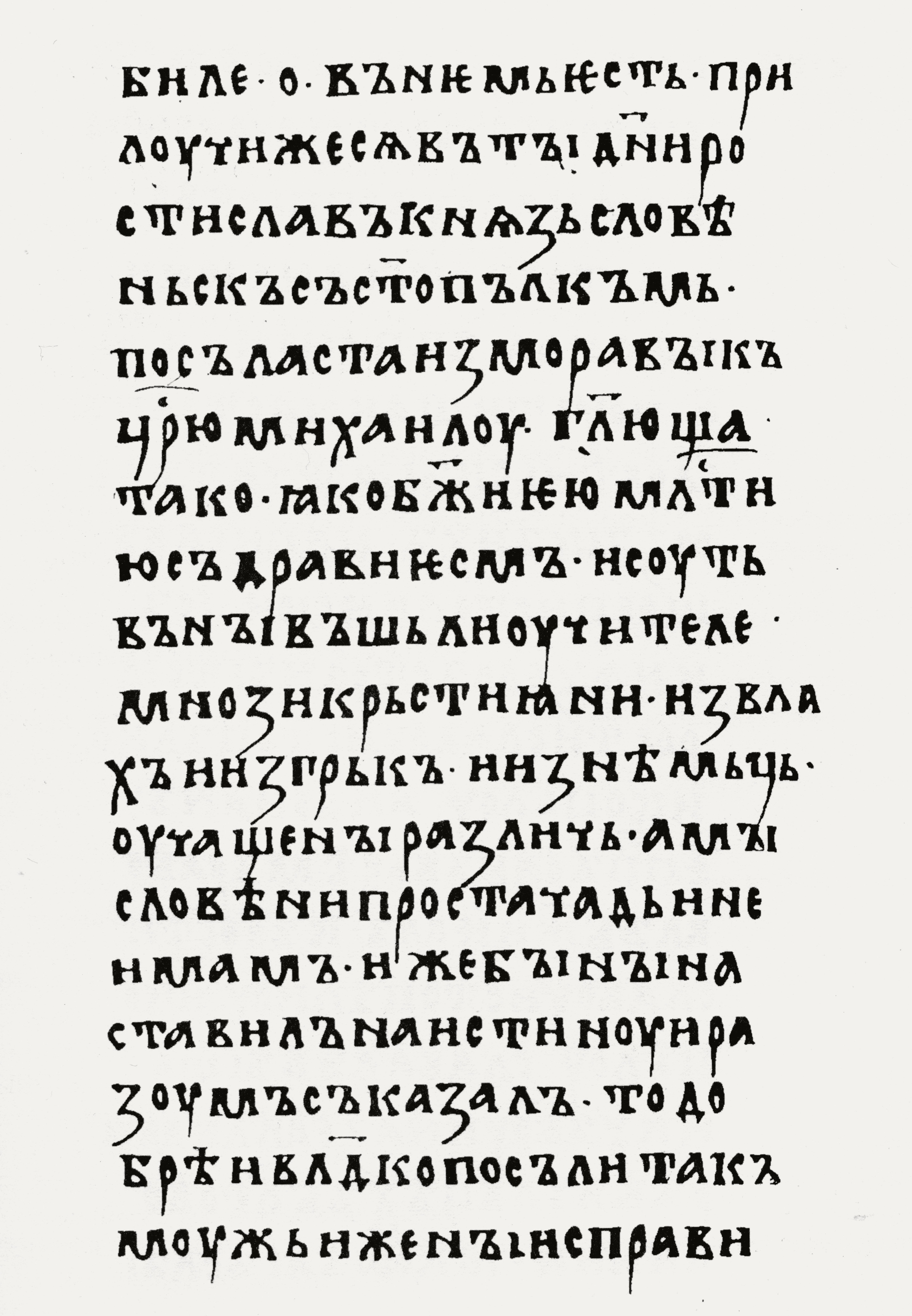
«Життя святого Мефодія». Список XII століття. Зберігається у Москві

«Життя святого Мефодія» та «Життя Константина-Кирила» часто редагувались та коментувались. Найдавніше видання написане П. Я. Шафаржиком (1851). Й. Первольф опублікував його в 1873 р. разом з перекладом чеською мовою. Останні критичні текстові видання написані Лавровим (1930)  та Гривцем — Томшичем (1960). Френсіс Дворнік опублікував історичний коментар з французьким перекладом обох творів у 1933 р. Вавржінек опублікував історичний коментар та велику бібліографію в 1963 р.

## Структура та зміст
Рукопис складається з 17 глав:
- Глава І (пролог). Трактат про Трійцю, появу світу та інші важливі тексти зі Старого Заповіту.
- Глави ІІ-IV. Описується перебування Мефодія у монастирі на горі Олімп, подорож до хозарів разом з братом Кирилом. По поверненню візантійський імператор призначив його настоятелем Поліхронського монастиря.

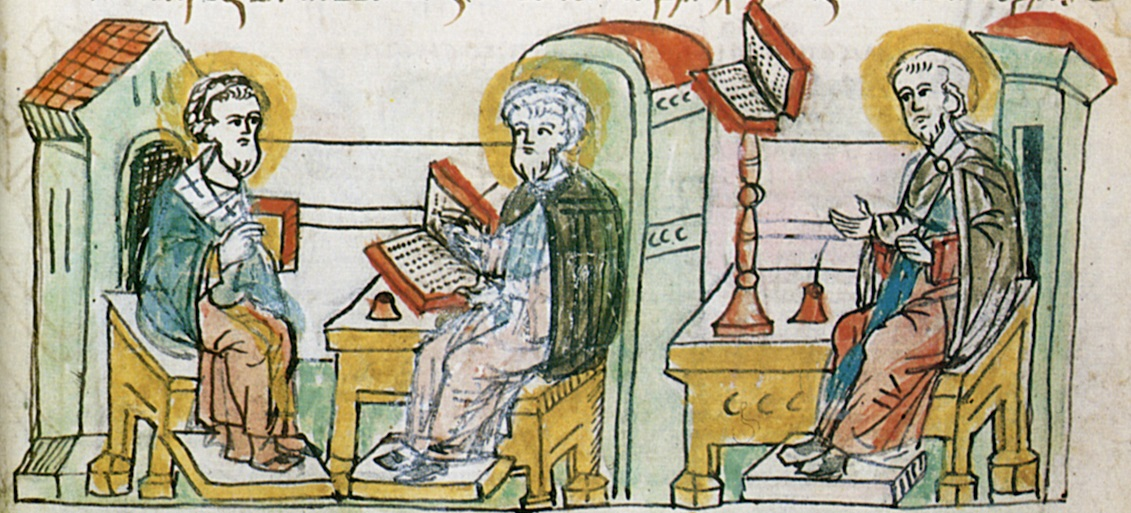
Переклад Біблії Кирилом та Мефодієм. Мініатюра з Радзивілівського літопису.

- Переклад Біблії Кирилом та Мефодієм. Мініатюра з Радзивілівського літопису.Глави V—VII. Моравський князь Ростислав запрошує Кирила і Мефодія до своєї держави. Після перебування в ній протягом трьох років ченці відправляються до Риму. Там папа Адріан ІІ висвячує Мефодія на священника та священні книги церковнослов'янською мовою. Згодом Кирило помирає та перед смертю просить Мефодія продовжити їхню справу.
- Глава VIII. Тут наводяться два листи папи Адріана ІІ, які мали велике значення для слов'янської церкви в Моравії в її суперечці з франкським духовенством.
- Глави IX—XIII. Мефодій стає бранцем німецького короля Людовика, та згодом був звільнений за наказом папи Іоанна VIII. Після цього він прибув до Константинополя, де його зустріли з почестями.
- Глави XIV—XVI. Мефодій завершує переклад Біблії церковнослов'янською мовою.
- Глава XVII. Мефодій помирає «на руках священиків шостого дня березня… у 6393 році з моменту створення світу». Перед смертю Мефодій називає Горазда своїм наступником.